# Société des Motocycles Bercley
Die Société des Motocycles Bercley war ein belgischer Hersteller von Fahrzeugen. Im Sortiment standen Fahrräder, Motorräder und Automobile.

## Unternehmensgeschichte
Das Unternehmen aus Brüssel stellte ursprünglich Fahrräder her. Um 1900 entstanden Automobile. Der Markenname lautete Bercley. Der Techniker Gustave Kindermann entwickelte 1905 ein Motorrad, das bis 1909 in Produktion blieb.

## Motorräder
Ein Zweizylindermotor mit 616 cm³ Hubraum trieb die Fahrzeuge an.